# FC East United
FC East United é um clube de futebol amador. Foi fundado em Lisboa, Portugal em 21 de Setembro de 2013. As cores tradicionais são vermelho e preto. O leão, que também aparece no emblema, é o símbolo da equipa. De momento o clube participa no seu primeiro torneio, cujo nome é Liga EMS.

## História
O clube foi fundado por jogador amador Anton Pavelko em 21 de Setembro de 2013. O principal objectivo da criação da equipa foi juntar os imigrantes do Leste da Europa para jogar futebol. Inicialmente o clube tinha nome "Arsenal". Mas passado um ano (em 2014) o nome foi mudado para o actual. Nesse mesmo ano foi criado o emblema e adquirido o equipamento principal da equipa. O clube decide todas as perguntas importantes sobre o seu funcionamento em conjunto por votação.
Para além dos treinos "East United" participou em muitos jogos amigáveis com outras equipas amadoras. Em 2015 foi decidido subir para outro nível. Foi tomada a decisão de participar nos torneios e a equipa acabou por se inscrever no primeiro torneio da sua história.

## Liga EMS
Liga EMS é um torneio para as equipas amadoras. A primeira edição desse torneio começou em Abril de 2015. 
Pelo sorteio na primeira jornada no dia 12 de Abril "East United" jogou contra "Flash Keeper" FC. "Os leões do Leste" criaram muitas oportunidades, mas só conseguiram converter em golo uma delas. O jogo acabou com a derrota de "East United" por 2-1. O capitão do FC "East United" - Bogdan Kovalenko marcou o primeiro golo da equipa nas competições oficiais na sequência de livre directo.
No dia 26 de Abril "East United" entrou em campo para jogar contra "Hashtag" FC. A pressão alta logo no início do jogo foi uma surpresa para equipa adversária, o que resultou num autogolo. Mas o tempo nesse dia ocupou o lado da equipa "Hashtag". A chuva fez as suas correcções. Após o primeiro tempo o resultado foi 5-1 para "Hashtag", sendo que a maioria dos golos foram marcados com os remates fora da área. Após o intervalo "os leões" não conseguiram mudar curso do jogo, e ao desperdiçarem a maioria dos seus momentos, responderam apenas com único golo contra os quatro do adversário. O golo foi marcado por Ostap Vivchar depois de uma assistência por parte de Artur Skvortsov. O jogo acabou com a derrota humilhante para "East United" por 9-2.
No terceiro jogo do torneio "os eslavos" jogaram novamente com a equipa "Hashtag" FC. Nesse jogo, o FC "East United" mostrou mais organização e concentração em comparação com os jogos anteriores, o que resultou na criação de muitas oportunidades. Mas a realização não foi das melhores. Só entraram dois golos para baliza dos adversários leoninos. Os golos foram marcados por Pavlo Fedoryshyn e Dmytro Minkovskyy. O fim do jogo inaugurou a terceira derrota de seguida para o FC "East United", tendo acabado com a vitória de "Hashtag" FC por 3-2.
O jogo seguinte foi contra "Flash Keeper" FC, onde a equipa de "East United" esteve muito próximo da primeira vitória na sua história. Após o primeiro tempo "os leões do Leste" estiveram superiores por um golo. No entanto, o "Flash Keeper" conseguiu igualar logo após o intervalo. A decisão do árbitro de mostrar ao centro foi muito duvidosa, pois os jogadores de "East United" apelavam a falta sobre o guarda-redes. A defesa de "Flash Keeper" estava muito bem organizada e o "East United" não estava a conseguir encontrar caminhos para a baliza adversária. Mas quando começou o tempo de compensação Ostap Vivchar converteu o remate à baliza fora de área num golo magnífico. A primeira vitória estava numa distância de segundos, mas o árbitro não apitou para o fim do jogo. No quarto minuto após o tempo regulamentar o "Flash Keeper" iguala o resultado, tirando a vantagem de falta de concentração da linha defensiva dos "eslavos". A possível primeira vitória transformou-se num primeiro empate 3-3.
No jogo contra PFC "Brasil" não conseguiram participar três jogadores principais da linha defensiva de "East United" e o que resultou nos erros desnecessários. O apito final do árbitro inaugurou a quarta derrota dos " leões do Leste". O resultado final ficou 4-1 com o golo marcado, novamente, por Ostap Vivchar.

## Plantel actual
| Número | Nome             | Posição |
| ------ | ---------------- | ------- |
| 1      | Oleg CHORNII     | GK      |
| 16     | Roman KHARCHENKO | GK      |

| Número | Nome              | Posição |
| ------ | ----------------- | ------- |
| 2      | Mykola MYKHALYUK  | LD      |
| 6      | Sergey ADAMOV     | LD      |
| 7      | Bogdan KOVALENKO  | CD      |
| 12     | Dmytro MINKOVSKYY | CD      |
| 19     | Serhiy MELNYCHUK  | RD      |
| 33     | Oleg STASIUNYK    | RD      |

| Número | Nome             | Posição |
| ------ | ---------------- | ------- |
| 3      | Ostap VIVCHAR    | LM      |
| 13     | Oleg VEDMED      | LM      |
| 14     | Roman BARCHUK    | LM      |
| 9      | Anton PAVELKO    | CM      |
| 17     | Pavlo FEDORYSHYN | CM      |
| 4      | Artur SKVORTSOV  | RM      |
| 8      | Artur KREMENIUK  | RM      |
| 11     | Yuriy MOLODECHIY | RM      |

| Número | Nome                 | Posição |
| ------ | -------------------- | ------- |
| 10     | Gennadii SPIRIN      | ST      |
| 23     | Mykhailo HRYHORYSHYN | ST      |
| 69     | Stanislav BOCHAROV   | ST      |

GK - Guarda-redes
LD - Lateral esquerdo
CD - Defesa central
RD - Lateral direito
LM - Médio esquerdo
CM - Médio central
RM - Médio direito
ST - Avançado